# ア・イ・シ・テ・ルのサイン 〜わたしたちの未来予想図〜
「ア・イ・シ・テ・ルのサイン 〜わたしたちの未来予想図〜」（アイシテルのサイン わたしたちのみらいよそうず）は、DREAMS COME TRUEの40枚目のシングル。2007年10月3日発売。

## 概要
- 前作「きみにしか聞こえない」以来4ヶ月ぶりのシングル。
- このシングルに収録されている曲すべてが映画『未来予想図 〜ア・イ・シ・テ・ルのサイン〜』の主題歌及び挿入歌。
- カップリング曲は映画の挿入歌のために、アレンジやボーカルを新たに録り直した「未来予想図」および「未来予想図II」のリメイクバージョンを収録、また2015年7月7日に発売されたオールタイム・ベストアルバム『DREAMS COME TRUE THE BEST! 私のドリカム』の音源は、こちらに収録されているものが収録された。
- 2007年10月5日のテレビ朝日系『ミュージックステーションスペシャル』でテレビ初披露の予定だったが、生放送の数日前に吉田美和の内縁の夫であった映像ディレクターの末田健が急死したこともあり、吉田の精神状態を考慮して、それは見送られた。その後、ドリカムは約3ヶ月間の活動休止となったが、12月21日の同テレビ朝日系『ミュージックステーションスーパーライブ』で復帰が決定し、同ステージで涙ながらのテレビ初披露となった（12月31日の『第58回NHK紅白歌合戦』でも歌唱）。
- 売上はオリコンの週間チャートで2週連続で2位を記録、TOP3入りは「何度でも」以来2年8ヶ月ぶりである。
- 着うたダウンロード件数が100万件を突破した。

## 収録曲
（全作詞・作曲：吉田美和／編曲：中村正人）
1. ア・イ・シ・テ・ルのサイン 〜わたしたちの未来予想図〜
  - 映画『未来予想図 〜ア・イ・シ・テ・ルのサイン〜』主題歌、花王AUBECMソングとのダブルタイアップ。
  - 単に続きものとしての 「未来予想図III」 を作るのではなく、「未来予想図」および「未来予想図II」のカップルの“今”を思い描いて作られた、クラシック系バラード。
  - ミュージック・ビデオには映画の主演同様、松下奈緒と竹財輝之助が出演し、映画のアナザーストーリーとなっている。他に谷村美月、美保純、杉崎美香も出演している（「AND I LOVE YOU」の初回盤DVDに収録）。
  - 14thアルバム「AND I LOVE YOU」に収録。アルバムには表示されていないが、アウトロが長くフェードアウトの遅いものが収録された。
2. 未来予想図 〜VERSION '07〜
3. 未来予想図II 〜VERSION '07〜
  - コンピレーション・アルバム「CLIMAX J-Ballad Standards」に収録。

## 収録アルバム
- AND I LOVE YOU (#1 Album Mix)
- DREAMS COME TRUE GREATEST HITS "THE SOUL 2" (#1,3)
- DREAMS COME TRUE THE BEST! 私のドリカム (#1,2,3)